# Núcleo externo de la Tierra

Corte de la Tierra; 5: Núcleo externo; B: Discontinuidad de Gutenberg; C: Discontinuidad de Lehmann.

El núcleo externo de la Tierra es una capa plasmática mayormente compuesta por hierro y níquel, situada entre el manto y el núcleo interno. Su límite superior es la discontinuidad de Gutenberg, situada a unos 2885 km de profundidad, mientras que su límite inferior es la discontinuidad de Lehmann, situada a unos 5155 km. Tiene un grosor de unos 2270 km. Su temperatura varía desde los 4400 °C en su región superior hasta los 6100 °C en su zona inferior. Es parte del núcleo terrestre.

## Historia
En 1904, Ernest Rutherford propuso la descomposición radiactiva como fuente de calor de la Tierra, esto no se demostró hasta 2010.
Ya en 1906, el geólogo británico Richard Dixon Oldham basándose en sus evaluaciones de las diferencias de tiempo de viaje de las Ondas P y de las Ondas S provocadas por un terremoto, que la Tierra tiene un núcleo, y estimó que el radio del límite entre el núcleo y el manto terrestre era de 0,6 radios terrestres, o de unos 2500-2600 km de profundidad. En 1914, el geofísico alemán Beno Gutenberg calculó la profundidad del límite entre el núcleo y el manto en 2900 km. El matemático y geofísico británico Harold Jeffreys confirmó el límite en 2898±3 km en sus cálculos en 1939. En la actualidad, se cree que el límite entre el núcleo y el manto difiere y se sitúa en promedio a 2900 km de profundidad.
La sismóloga danesa Inge Lehmann descubrió que el límite entre el núcleo interno y el externo era una discontinuidad en la velocidad de propagación ya en 1936 - el patrón de las ondas P indicaba una fuerte refracción en esta interfaz.

## Características
Se supone que el núcleo externo se encuentra en estado líquido, pues las ondas sísmicas S no lo atraviesan y las P disminuyen bruscamente su velocidad. Está compuesto de hierro mezclado con níquel y  otros elementos más ligeros. La mayoría de los científicos creen que la convección en el núcleo externo, combinada con la rotación de la Tierra (efecto de Coriolis), origina el campo magnético terrestre a través de un proceso explicado por la hipótesis de la dínamo.
El núcleo externo de la Tierra es conductor de la electricidad, y en él se producen corrientes de convección. Esta capa conductiva se combina con el movimiento de rotación de la Tierra para crear una dinamo que mantiene un sistema de corrientes eléctricas que, a su vez, generan el campo magnético terrestre. El núcleo externo es también responsable de sutiles alteraciones de la rotación de la Tierra. Esta capa no es tan densa como el hierro puro fundido, lo que indica la presencia de elementos más ligeros (He, Ni y otros). Los científicos sospechan que aproximadamente un 10 % de la capa está compuesta por oxígeno y/o azufre porque estos elementos son abundantes en el cosmos y se disuelven con facilidad en el hierro fundido.

## Elementos ligeros del núcleo externo de la Tierra

### Composición
El núcleo externo de la Tierra no puede estar constituido en su totalidad por hierro o una aleación de hierro-níquel porque sus densidades son mayores que las mediciones geofísicas de la densidad del núcleo externo de la Tierra. De hecho, el núcleo externo de la Tierra tiene aproximadamente entre un 5 y un 10 por ciento menos de densidad que el hierro a las temperaturas y presiones en el núcleo de la Tierra. De ahí que se haya propuesto que los elementos con bajo número atómico formen parte del núcleo exterior de la Tierra, como única forma factible de disminuir su densidad. Aunque el núcleo externo de la Tierra es inaccesible para el muestreo directo, la composición de los elementos ligeros puede limitarse de forma significativa mediante experimentos de alta presión, cálculos basados en mediciones sísmicas, modelos de acreción de la Tierra, y comparaciones de metoritos condríticos carbonáceos con los silicatos de la Tierra (BSE). Según estimaciones recientes, el núcleo externo de la Tierra está compuesto de hierro junto con un 0 a 0,26 por ciento de hidrógeno, un 0,2 por ciento de carbono, un 0,8 a 5,3 por ciento de oxígeno, un 0 a 4,0 por ciento de silicio, un 1. 7 por ciento de azufre, y 5 por ciento de níquel en peso, y la temperatura del límite núcleo-manto y del límite núcleo interno oscilan entre 4.137 y 4.300 K y entre 5.400 y 6.300 K respectivamente.

#### Restricciones

##### Acreción

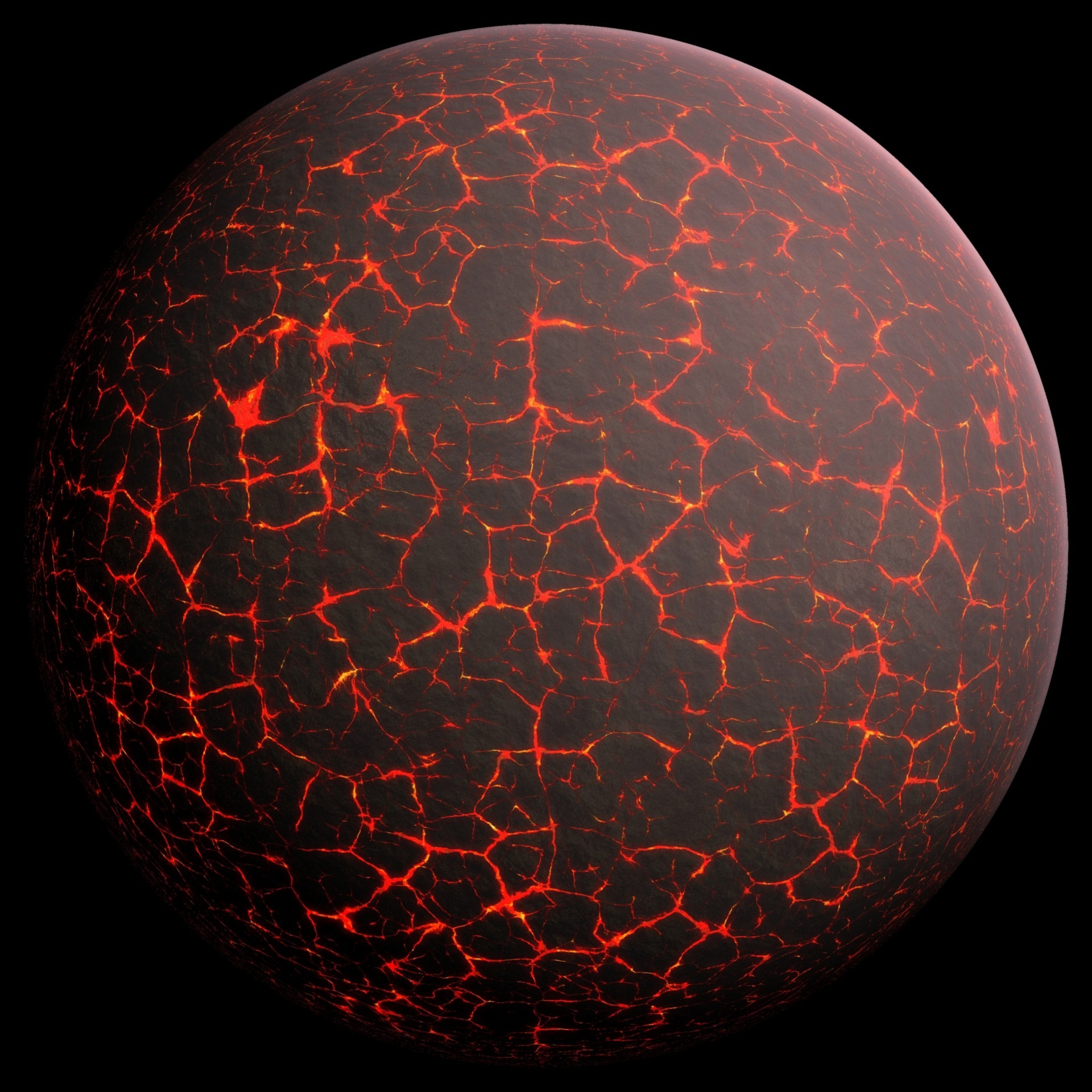
Una ilustración artística de cómo podría haber sido la Tierra al principio de su formación

La variedad de elementos ligeros presentes en el núcleo externo de la Tierra está limitada en parte por la acreción de la Tierra. Es decir, los elementos ligeros contenidos deben haber sido abundantes durante la formación de la Tierra, deben ser capaces de dividirse en hierro líquido a bajas presiones, y no debe volatilizarse y escapar durante el proceso de acrecimiento de la Tierra.

##### Condritas CI
Se cree que los metoritos CI contienen los mismos elementos en las mismas proporciones que en el Sistema Solar primitivo, por lo que las diferencias entre los metoritos CI y el manto primitivo (BSE) pueden proporcionar información sobre la composición de elementos ligeros del núcleo externo de la Tierra. Por ejemplo, el agotamiento del silicio en el BSE en comparación con los CI puede indicar que el silicio fue absorbido por el núcleo de la Tierra; sin embargo, un amplio rango de concentraciones de silicio en el núcleo externo de la Tierra y núcleo interno sigue siendo posible.

### Implicaciones para la historia de acreción y formación del núcleo de la Tierra
Unas restricciones más estrictas sobre las concentraciones de elementos ligeros en el núcleo externo de la Tierra proporcionarían una mejor comprensión de la historia de acreción de la Tierra y formación del núcleo.

#### Consecuencias para la acreción de la Tierra
Los modelos de acreción de la Tierra podrían probarse mejor si tuviéramos mejores estimaciones de rangos existentes sobre las concentraciones de elementos ligeros en el núcleo externo de la Tierra. Por ejemplo, los modelos de acreción basados en la partición de elementos entre el núcleo y el manto tienden a apoyar a las proto-Tierras construidas con material reducido, condensado y sin volátiles, a pesar de la posibilidad de que el material oxidado del Sistema Solar exterior fuera acretado hacia la conclusión de la Tierra. Si pudiéramos restringir mejor la concentraciones de hidrógeno, oxígeno y silicio en el núcleo externo de la Tierra, los modelos de acreción de la Tierra que coinciden con estas concentraciones presumiblemente restringirían mejor la formación de la Tierra.

#### Consecuencias para la formación del núcleo de la Tierra

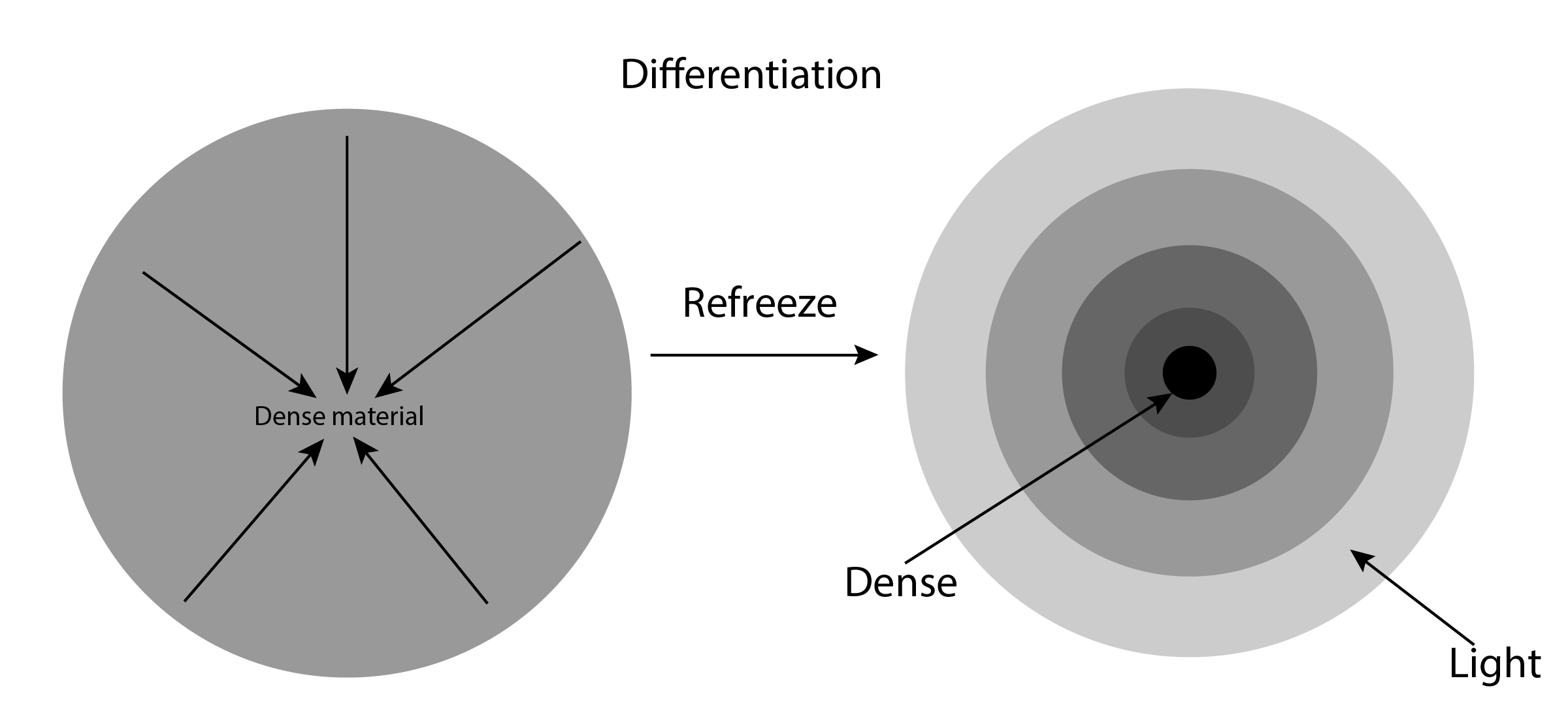
Un diagrama de la diferenciación de la Tierra. Los elementos ligeros azufre, silicio, oxígeno, carbono e hidrógeno pueden constituir parte del núcleo externo debido a su abundancia y a su capacidad de dividirse en hierro líquido bajo ciertas condiciones

El agotamiento de elementos siderófilos (con afinidad a disolverse en el hierro) en el manto terrestre en comparación con los meteoritos condríticos se atribuye a las reacciones metal-silicato durante la formación del núcleo terrestre. Estas reacciones dependen del oxígeno, el silicio y el azufre, por lo que una mejor limitación de las concentraciones de estos elementos en el núcleo externo de la Tierra ayudará a dilucidar las condiciones de formación del núcleo de la Tierra.
En otro ejemplo, la posible presencia de hidrógeno en el núcleo externo de la Tierra sugiere que la acreción del agua no se limitó a las etapas finales de la acreción de la Tierra y que el agua pudo haber sido absorbida en los metales que formaban el núcleo a través de un océano de magma hídrico.

### Implicaciones para el campo magnético de la Tierra

Un diagrama del geodinamo y el campo magnético de la Tierra, que podría haber sido impulsado en la historia temprana de la Tierra por la cristalización de óxido de magnesio, dióxido de silicio y óxido de hierro(II).

El campo magnético de la Tierra es impulsado por la convección térmica y también por la convección química, la exclusión de los elementos ligeros del núcleo interno, que flotan hacia arriba dentro del núcleo externo fluido mientras que los elementos químicos más densos elementos se hunden. Esta convección química libera energía gravitacional que está disponible para alimentar el geodínamo que produce el campo magnético de la Tierra. Eficiencias de Carnot con grandes incertidumbres sugieren que la convección composicional y la convección térmica contribuyen a la potencia del geodínamo de la Tierra en un 80 por ciento y un 20 por ciento respectivamente. Tradicionalmente se pensaba que antes de la formación del Núcleo interno de la Tierra el geodinamo de la Tierra era impulsado principalmente por convección térmica. Sin embargo, las recientes afirmaciones de que la conductividad térmica del hierro en el núcleo temperaturas y presiones es mucho mayor de lo que se pensaba, implican que el enfriamiento del núcleo se produjo en gran medida por conducción y no por convección, lo que limita la capacidad de la convección térmica para impulsar el geodinamo. Este enigma se conoce como la nueva "paradoja del núcleo. " Un proceso alternativo que podría haber sostenido el geodinamo de la Tierra requiere que el núcleo de la Tierra haya estado inicialmente lo suficientemente caliente como para disolver el oxígeno, el magnesio, el silicio y otros ligeros. A medida que el núcleo de la Tierra comenzó a enfriarse, se volvería sobresaturado en estos elementos ligeros que luego precipitaría en el manto inferior formando óxidos dando lugar a una variante diferente de convección química.

## Rotación diferencial del núcleo interno
En 1996, los sismólogos compararon la estructura fina de las ondas P de los dobletes sísmicos. Se trata de pares de terremotos de magnitud similar en casi el mismo lugar. El cambio en la estructura fina dependía del intervalo de tiempo entre los dos terremotos. La evaluación de 38 dobletes de los años 1967 a 1995 indicó una rotación diferencial: el núcleo interno giraba ligeramente más rápido que el manto. Otras observaciones y evaluaciones de este tipo confirmaron esta interpretación, pero arrojaron valores contradictorios. Los datos hasta 2007 podrían interpretarse finalmente como una muestra de la velocidad angular relativa que aumenta y disminuye a lo largo de las décadas, con un valor medio de unos 0,4° por año. A largo plazo, será una oscilación irregular alrededor de una posición de reposo casi estable: La conocida estructura este-oeste del núcleo interno -medida de forma dependiente de la profundidad- sugiere tasas de rotación relativas al manto que son de unos seis órdenes de magnitud más lentas, es decir, comparables a la deriva continental.
El acoplamiento mecánico del núcleo interno con la región interna del núcleo externo líquido es responsable de las fluctuaciones y es de naturaleza magnética, mientras que el del manto terrestre es gravitacional.